# Hermann Ohland
Hermann Ohland (* 3. Mai 1888 in Untermaßfeld; † 16. Dezember 1953 in Friedelshausen) war ein deutscher  Pfarrer und Liederdichter der Deutschen Christen.

## Leben und Wirken
Ohland legte sein Abitur ab und besuchte anschließend eine Lehrerbildungsstätte. Nach seiner Referendarzeit war er Volksschullehrer in Friedelshausen, Hermannsfeld, Stedtlingen und Ellingshausen. 
Ohland trat zum 1. Mai 1933 der NSDAP bei (Mitgliedsnummer 3.087.975). Er arbeitete im Nationalsozialistischen Lehrerbund und im „Volksdienst“ der Thüringer Kirche mit und produzierte Liedtexte im völkisch-nationalistischen Sinne.
Im Jahre 1939 erklärte er seine Mitarbeit am Institut zur Erforschung und Beseitigung des jüdischen Einflusses auf das deutsche kirchliche Leben.  Er wurde aktives Mitglied in dessen Gesangbuchausschuss, der an der Herausgabe eines „entjudeten“ Kirchengesangbuches unter dem Titel Großer Gott wir loben dich arbeitete. In der Abteilung Lieder der Kameradschaft befinden sich 13 Lieder Ohlands, die „für besondere Feiern in nichtkirchlichen Räumen“ bestimmt waren und von Adolf Daum vertont wurden. Sie sollten vom „geschichtsmächtigen Handeln Gottes in der Gegenwart und im Führer Adolf Hitler“ künden.  Darunter befand sich unter anderem ein Text, der Krieg und Tod zum religiösen Opfer hochstilisiert. Bezeichnend für die Intention der Deutschen Christen war die Rubrizierung im entsprechenden Gesangbuch Heilig Vaterland – Volk vor Gott. 
Im Jahre 1942 wurde er nach kurzem Lehrgang zum Pfarrer ordiniert und Verwalter der Pfarrstelle Cobstädt, seit 1945 Pfarrverwalter in Behrungen, weil der dortige Pfarrer zur Wehrmacht abkommandiert war.
Im Jahre 1946 verlor Ohland sein Amt, durfte aber seit 1948 in Behrungen als Pfarrvikar wieder amtieren, seit 1952 als Pfarrer in Friedelshausen.

## Schriften
- Erde in Gottes Hand. Gedichte; Schild-Reihe 1; Weimar: Verlag [Kirchenbewegung] Deutsche Christen, 1936